# Schleuse Bernburg
Die Schleuse Bernburg ist eine Schleuse in der Bundeswasserstraße Saale. Die Schleusenanlage Bernburg liegt im Land Sachsen-Anhalt in der Stadt Bernburg bei Saale-km 36,14. Sie wurde zwischen 1935 und 1938 errichtet. Zuständig für Betrieb und Unterhaltung ist das Wasserstraßen- und Schifffahrtsamt Elbe. Seit dem 1. Juli 2010 wird die Schleuse über die Revierzentrale Bernburg fernbedient und ist somit nicht mehr personell besetzt. Die Anmeldung zur Schleusung erfolgt per Telefon.

## Geschichte
Die Nutzung der Saale für Güter- oder Personentransporte ist seit 981 urkundlich belegt. In Chroniken der Saaleschifffahrt wird berichtet, dass bereits in der zweiten Hälfte des 14. Jahrhunderts das Wasser des Flusses Saale angestaut wurde. Die angestaute Wassermenge wurde zum Betrieb von Mühlen bzw. zum Flößen genutzt. Das erste Handwerk in Bernburg, worüber berichtet wurde, war eine Mühle an der Saale. Am 21. Oktober 1530 erteilte Kaiser Karl V. dem Erzstift Magdeburg das Privileg der freien Schifffahrt auf der Saale und die Erlaubnis, den Fluss auszubauen. Erste hölzerne Schleusen dienten den Schiffern zur Bewältigung des Frachtverkehrs. Ein erstes Wehr wurde in Bernburg gebaut. Fürst Wolfgang von Anhalt, Regent über Bernburg, schloss 1559 auf Drängen des Erzbischofs Sigismund einen Vertrag zum Ausbau und Sicherung der Saaleschifffahrt ab. 1560 begann der Bau einer Schleuse in der Stadt Bernburg. Im Jahr 1696 veranlasste Fürst Victor Amadeus von Anhalt-Bernburg den Neubau einer Schleuse aus Stein. Erst knapp 100 Jahre später, ab dem Jahre 1790 wurde die Saaleschifffahrt weiter ausgebaut. Der Kurfürst von Sachsen, Friedrich August III. ordnete an, die obere Saale und die Unstrut schiffbar zu machen. Mit den Abbrucharbeiten zur Vorbereitung des Baues der Großschleuse in Bernburg wurde im Januar 1934 begonnen. Im Rahmen des Wasserstraßenausbaues Elbe/Saale wurde die Gesamtlänge durch Begradigungen in den Jahren 1933 bis 1942 von 427 Kilometer auf rund 413 Kilometer verkürzt. Von km 124,16 bei Bad Dürrenberg bis km 0,00 Mündung in die Elbe (bei km 290,78) ist die Saale eine Bundeswasserstraße,

## Beschreibung
Bei der heutigen Schleuse Bernburg handelt sich um eine Schleppzugschleuse. Typisch für diese Schleusenbauart sind die seitlich versetzten Schleusentore. Die Einfahrtsbreite des Ober- und Unterhauptes, d. h. die Torweite, beträgt 12 Meter. Zur Mitte hin weiten sie sich auf und die nutzbare Breite beträgt dann 20 Meter. Dadurch können mehrere Schleppkähne eines Schleppzuges nebeneinander in der Schleuse liegen und gemeinsam geschleust werden. Die nutzbare Länge der Schleusenkammern beträgt etwa 100 Meter. Im Vergleich zu den übrigen vier Saalegroßschleusen ist der Grundriss der Schleuse Bernburg gespiegelt. Grund dafür ist die beengte Lage im Zentrum der Stadt. Die Schleusenwände bestehen aus Beton und sind senkrecht. Die Schleusenhäupter sind ebenfalls als Schwergewichtsbetonwände ausgeführt. Die Sohle der Schleusenkammer besteht aus gewachsenem Fels. Beide Schleusentore wurden als Hubtore gebaut. Die Hubtore besitzen keine Öffnungen zum Befüllen der Schleuse. Das Leeren und Befüllen der Schleusenkammer erfolgt durch das Anheben der Tore. Über das Unterhaupt der Schleuse führt eine Schleusenbrücke mit einer Durchfahrtsbreite von 12 Meter.
- Siehe auch: Liste der Schleusen der Saale

## Bilder

Schleuse Bernburg
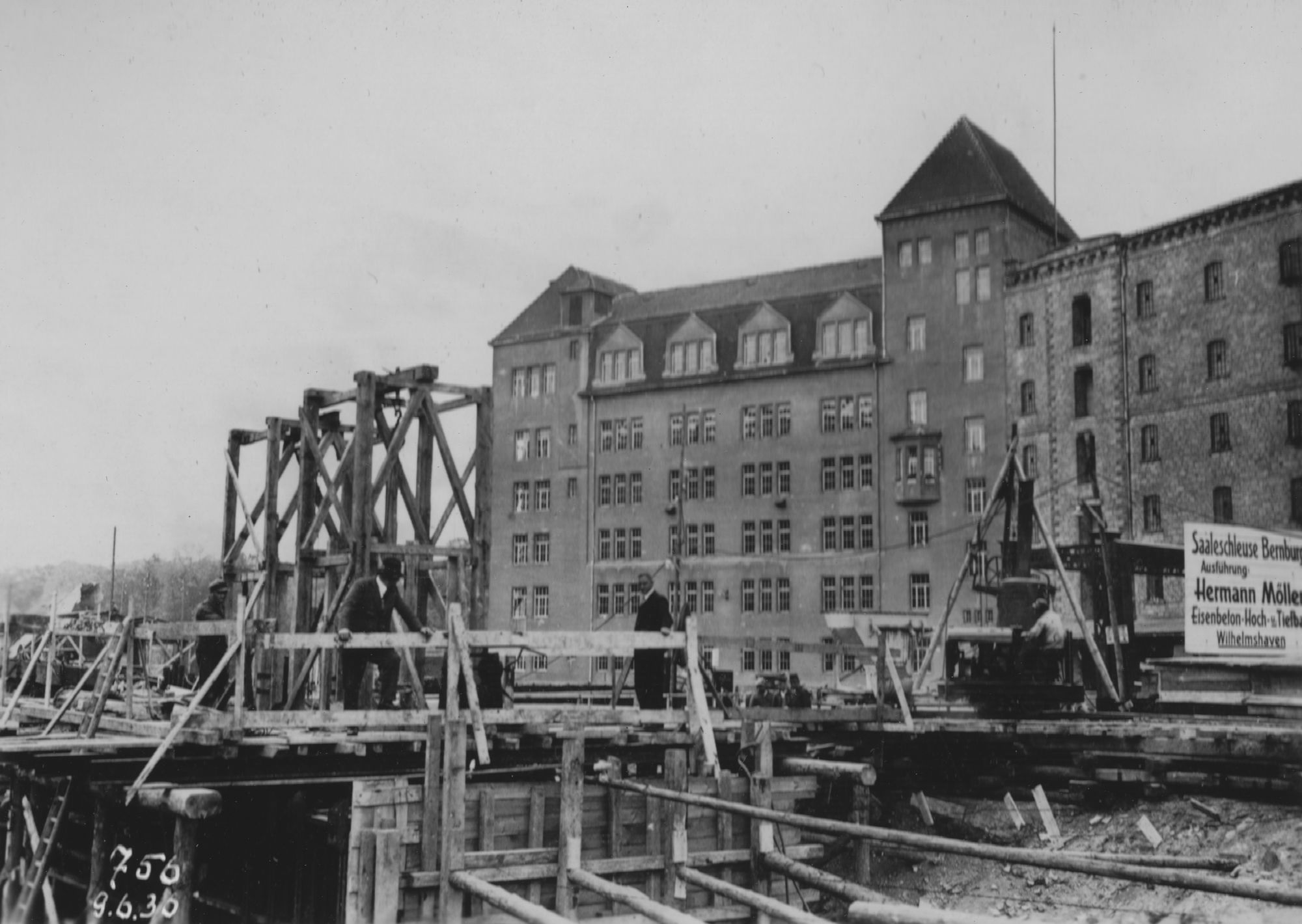
Bauarbeiten 1936
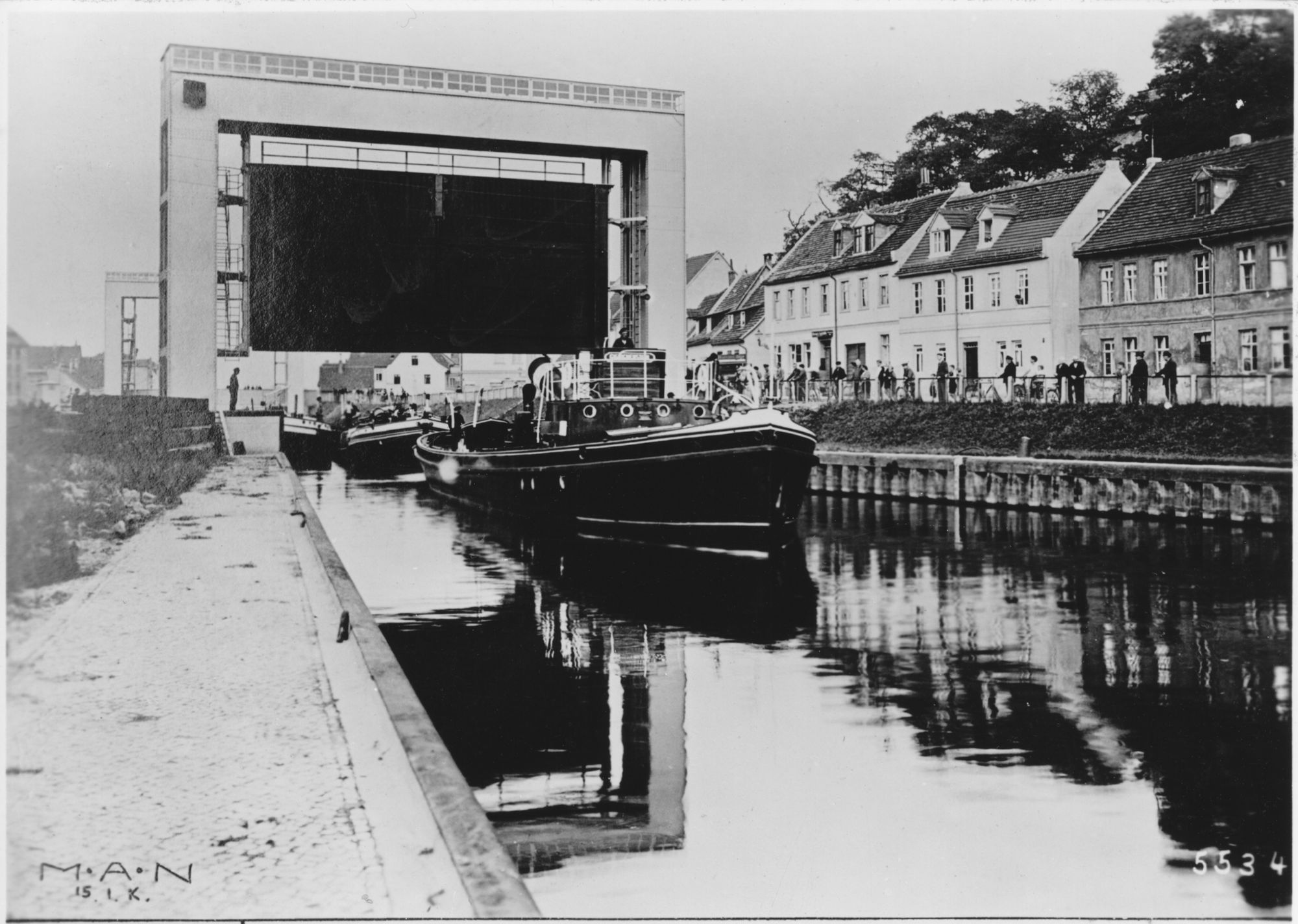
Schiffsverkehr 1949
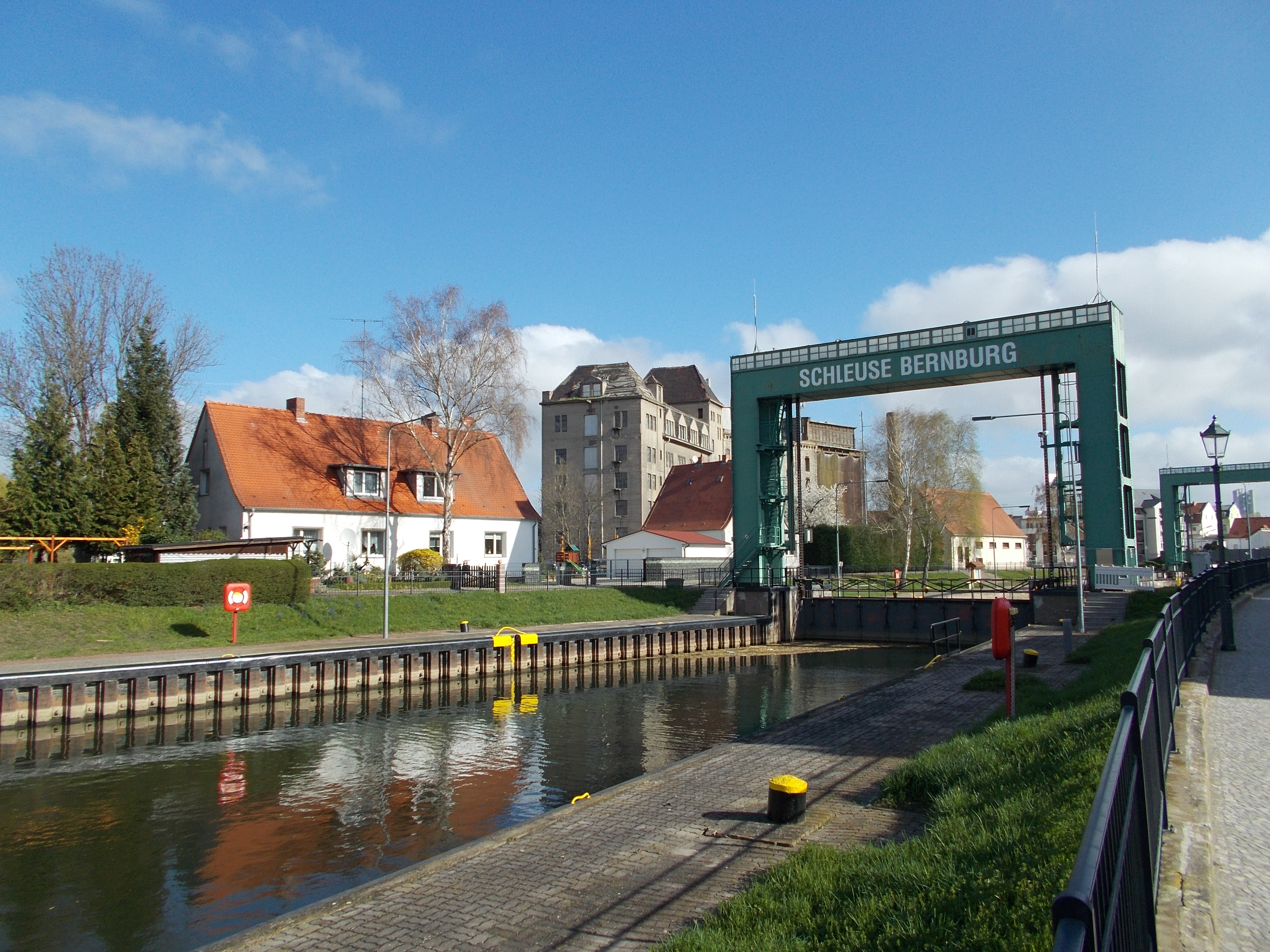
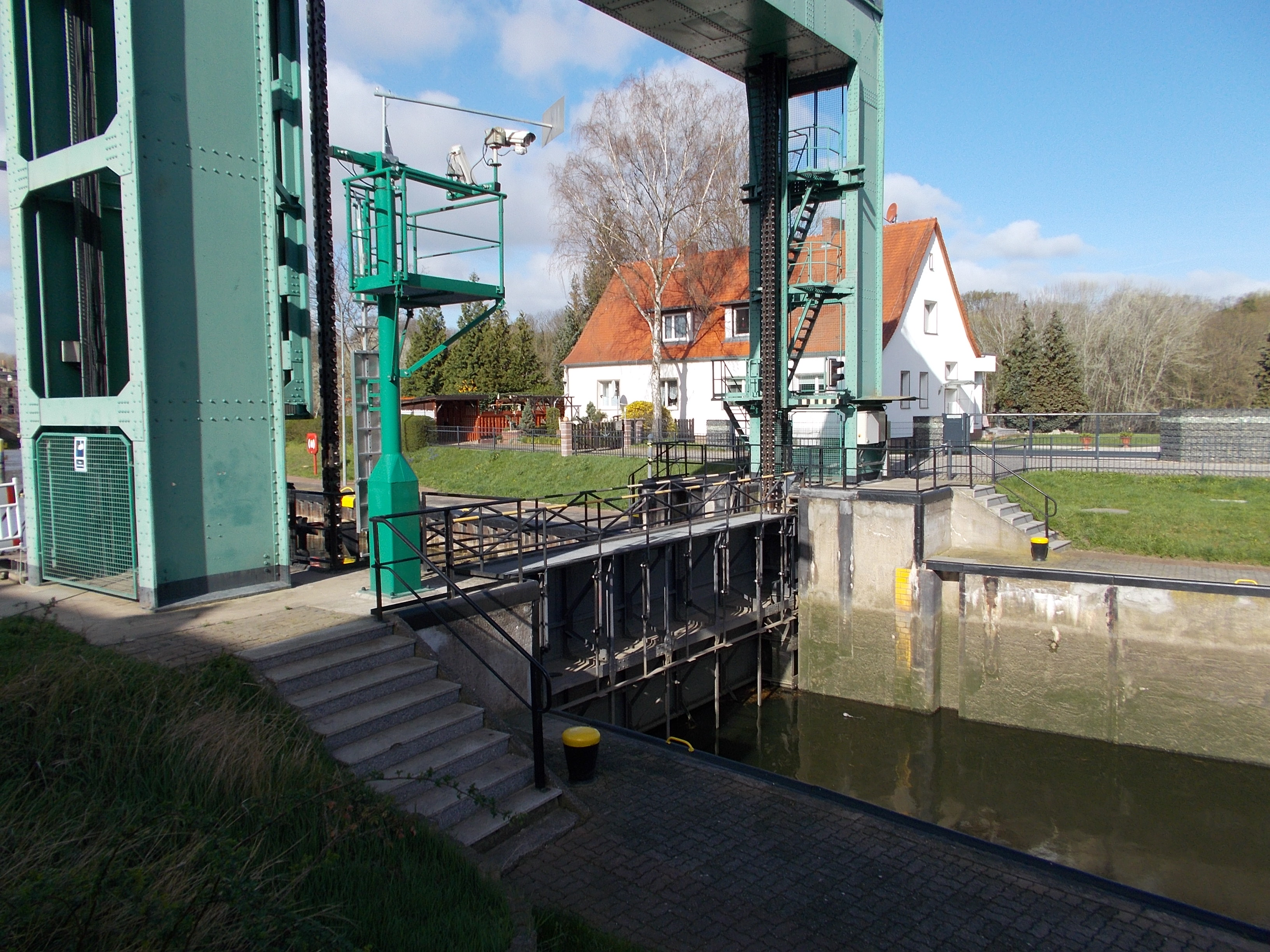

## Karten
- W. Ciesla, H. Czesienski, W. Schlomm, K. Senzel, D. Weidner: Schiffahrtskarten der Binnenwasserstraßen der Deutschen Demokratischen Republik 1:10.000. Band I, Herausgeber: Wasserstraßenaufsichtsamt der DDR. Berlin 1988. OCLC 830889996